# Etienne Schouppe

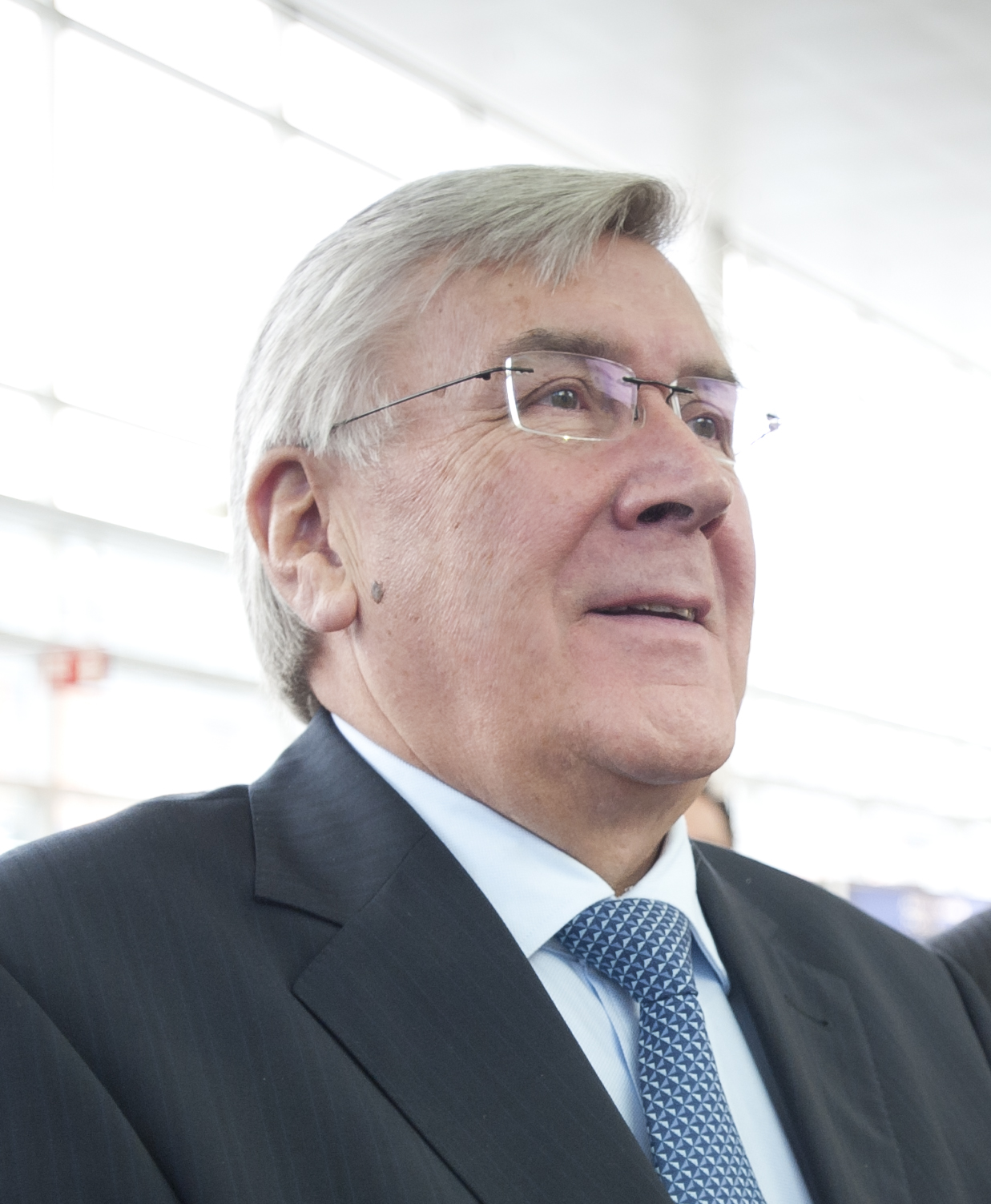
Etienne Schouppe (2010)

Etienne Adolf Schouppe (* 24. Juli 1942 in Denderleeuw) ist ein belgischer Politiker der Christen-Democratisch en Vlaams (CD&V). Vor seinem Einstieg in die Politik war er geschäftsführender Verwalter der Belgischen Eisenbahngesellschaft (NMBS/SNCB). Schouppe war von 2003 bis 2010 Senator und von 2008 bis 2011 föderaler Staatssekretär für Mobilität. Auf lokaler Ebene war Etienne Schouppe elf Jahre lang Bürgermeister von Liedekerke. Im Jahr 2010 gab er seinen Rücktritt aus der Politik bekannt, tagte aber von 2012 bis 2014 wiederum kurz als Senator.

## Leben

### Belgische Eisenbahngesellschaft
Etienne Schouppe trat nach einer kurzen Erfahrung in einer Versicherungsgesellschaft im Jahr 1963 in den Dienst der NMBS/SNCB, studierte gleichzeitig an der Erasmus Handelshogeschool in Brüssel und erhielt im Jahr 1967 sein Diplom zum Lizenziaten in Handels- und Finanzwissenschaften. Daraufhin stieg er innerhalb der Eisenbahngesellschaft auf und wurde schließlich 1986 zum Generaldirektor und 1991 zum geschäftsführenden Verwalter befördert. Dieses Amt verschaffte ihm Zugang zu einigen internationalen Mandaten, darunter den Vorsitz der Union internationale des chemins de fer (UIC) (2002 bis 2003). In seiner Zeit an der Spitze der NMBS/SNCB trieb Schouppe vor allem die Aufrüstung des belgischen Schienennetzes für Hochgeschwindigkeitslinien voran.
Das Ende seiner Karriere bei der Eisenbahngesellschaft wurde zu Beginn der 2000er Jahre eingeläutet, als Isabelle Durant (Ecolo), Ministerin für das Transportwesen und für Mobilität in der Regierung Verhofstadt I unter Guy Verhofstadt  (VLD), die undurchsichtige Kontenführung und enorme Schuldenlast der Eisenbahngesellschaft bemängelte. Es folgte ein Tauziehen zwischen Etienne Schouppe und der Regierung, das damit endete, dass die Regierung die Eisenbahngesellschaft neu strukturierte und gleichzeitig einen neuen Geschäftsführer suchte. Im Jahr 2002 wurde die NMBS/SNCB-Tochtergesellschaft ABX Logistics teilprivatisiert und Schouppe, nachdem er auf seine eigene Nachfolge bei der NMBS/SNCB verzichtet hatte, zum Executive Chairman ernannt. Aufgrund der finanziellen Schwierigkeiten von ABX entschied der neue Verwaltungsrat der NMBS/SNCB jedoch, Schouppe ab Februar 2003 zu ersetzen.
Seinen Einstieg in die föderale Politik im Jahr 2003 begründete Schouppe unter anderem damit, dass er sich von der belgischen Politik schlecht behandelt fühle.

### Politische Laufbahn
Noch während seiner Zeit bei der NMBS/SNCB hatte Etienne Schouppe ersten Kontakt mit der Politik. Im Jahr 1975 war er Berater für Eisenbahnfragen im Kabinett des Ministers Jos Chabert (CVP) und stieg sogar im Jahr 1986 unter Staatssekretärin Paula D’Hondt (CVP) zum Kabinettschef auf.
Seinen Sprung in die föderale Politik schaffte Schouppe bei den Wahlen von 2003, bei denen er für die CD&V in den Senat gewählt wurde. Dort saß er bis 2007 in der Opposition. Als im Jahr 2007 die CD&V mit ihrem Kartellpartner N-VA die Föderalwahlen für sich entscheiden konnte und Parteivorsitzender Jo Vandeurzen als Justizminister in die Übergangsregierung Verhofstadt III wechselte, ging der kommissarische Vorsitz der CD&V am 20. Dezember 2007 an Schouppe. Dieses parteiinterne Amt musste er jedoch am 20. März 2008 wieder abgeben, nachdem er zum föderalen Staatssekretär für Mobilität in der Regierung Leterme I unter Premierminister Yves Leterme (CD&V) ernannt worden war. Diese Funktion übte er ebenfalls in den Nachfolgeregierungen Van Rompuy und Leterme II bis 2011 aus.
Auf lokaler Ebene ist Schouppe seit 1977 Mitglied des Gemeinderates in Liedekerke. Von 1983 bis 1988 war er in seiner Gemeinde als Schöffe aktiv und von 1989 bis 2000 als Bürgermeister.
Bei den vorgezogenen Föderalwahlen von 2010 konnte Etienne Schouppe trotz eines guten persönlichen Resultats seinen Platz im Senat nicht verteidigen. Nachdem die CD&V-Parteispitze bekannt gab, dass das Amt des kooptierten Senators an Peter Van Rompuy, Sohn des Europäischen Ratspräsidenten Herman Van Rompuy (CD&V), gehen sollte, ließ Schouppe im Juli 2010 verlauten, dass er seine politische Karriere beenden würde. Als Van Rompuy im Jahr 2012 ins Flämische Parlament einzog, wurde der Platz des kooptierten Senators schließlich Schouppe zuerkannt. Bei den Föderalwahlen vom 25. Mai 2014 kandidierte Etienne Schouppe letztendlich nicht mehr.
Ende Juli 2010 wurde Schouppe wegen möglichem Insiderhandel angeklagt (er habe während der Finanzkrise ab 2007 Aktien von zwei Bankunternehmen verkauft, kurz bevor diese eine Unterstützung des belgischen Staates in Anspruch nehmen mussten und ihr Aktienkurs somit erheblich sank).

## Übersicht der politischen Ämter
- 1977 – heute: Mitglied des Gemeinderates in Liedekerke
- 1983 – 1988: Schöffe in Liedekerke
- 1989 – 2000: Bürgermeister von Liedekerke
- 2003 – 2010: Senator
- 2004 – 2007: Mitglied des Flämischen Parlamentes
- 2008 – 2011: Föderaler Staatssekretär für Mobilität in den Regierungen Leterme I, Van Rompuy und Leterme II
- 2012 – 2014: Kooptierter Senator